# ويليام أو. والاس
ويليام أو. والاس (بالإنجليزية: William Wallace)‏ هو مصمم الإنتاج أمريكي، ولد في 9 أغسطس 1906 في سنترال فولز في الولايات المتحدة، وتوفي في 1 نوفمبر 1968 في لوس أنجلوس في الولايات المتحدة.

## وصلات خارجية
- ويليام أو. والاس على موقع IMDb (الإنجليزية)
- ويليام أو. والاس على موقع ألو سيني (الفرنسية)
- ويليام أو. والاس على موقع أول موفي (الإنجليزية)
- ويليام أو. والاس على موقع قاعدة بيانات الأفلام السويدية (السويدية)
- ويليام أو. والاس على موقع قاعدة بيانات الفيلم (الإنجليزية)
- ويليام أو. والاس على موقع كينوبويسك (الروسية)